# Valderoure
Valderoure ist eine französische Gemeinde im Département Alpes-Maritimes in der Region Provence-Alpes-Côte d’Azur. Sie gehört zum Kanton Grasse-1 im Arrondissement Grasse.

## Geografie
Die Gemeinde liegt im Regionalen Naturpark Préalpes d’Azur. Der Artuby, der in Peyroules entspringt, fließt durch Valderoure auf der Westseite. Die angrenzenden Gemeinden sind Saint-Auban im Norden, Andon im Osten, Caille und Séranon im Süden, Châteauvieux (Berührungspunkt) im Westen und Peyroules im Nordwesten.

## Bevölkerungsentwicklung
| 1962 | 1968 | 1975 | 1982 | 1990 | 1999 | 2007 | 2016 |
| ---- | ---- | ---- | ---- | ---- | ---- | ---- | ---- |
| 111  | 132  | 110  | 167  | 178  | 306  | 384  | 441  |

## Sehenswürdigkeiten
- Kirche Notre-Dame-de-l’Assomption-et-Saint-Roch
- Kapelle Saint-Léonce (Monument historique)
- Kapelle Saint-Pierre von 1662
- Kapelle Saint-Jean-Baptiste von 1734